# Halifax (miejscowość w Kanadzie)

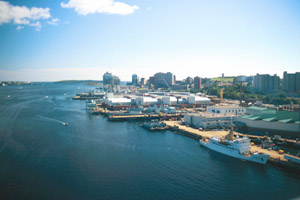
Port, z bazą marynarki wojennej na pierwszym planie, z centrum Halifaksu w tle. Widok z mostu MacDonald do Dartmouth

Halifax – miejscowość (metropolitan area; do 1996 miasto – 1841–1996 city), stolica kanadyjskiej prowincji Nowa Szkocja, ośrodek hrabstwa Halifax. Według spisu powszechnego z 2016 obszar miejski (population centre) Halifax to: 234,72 km², a zamieszkiwało wówczas ten obszar 316 701 osób, natomiast obszar metropolitalny (census metropolitan area; równoznaczny z obszarem hrabstwa) zamieszkiwało 403 390 osób.

## Nazewnictwo
Miejscowość założona na obszarze, który w języku mikmak określany był Chebookt, tj. „główna zatoka lub port” i znany był w XVII i w pierwszej połowie XVIII w. pod francuskim mianem Chibouctou, po zasiedleniu przez brytyjskich osadników w 1749 otrzymała nazwę na cześć George’a Montagu Dunka, hrabiego Halifax.

## Gospodarka
W mieście rozwinął się przemysł spożywczy, stoczniowy, włókienniczy, maszynowy, metalowy, odzieżowy oraz rafineryjny.

## Historia
Halifax został założony przez generała armii brytyjskiej Edwarda Corwallisa, 9 lipca 1749 roku, a jego dalszy rozwój był związany z rolą Halifaksu jako głównego portu i ośrodka wojskowego (w tym marynarki) w Kanadzie, ponieważ posiada jeden z najprzystępniejszych naturalnych portów na świecie.
W 1832 dokonano delimitacji granic miasta (town) i półwyspu Halifax, w 1841 otrzymało ono status city, który utraciło 1 kwietnia 1996 w wyniku utworzenia regional municipality Halifax.
W mieście we wrześniu 1751 Bartholomew Green uruchomił pierwszą na obszarze współczesnej Kanady oficynę drukarską, w której po jego śmierci John Bushell rozpoczął drukowanie gazety „The Halifax Gazette”. W roku 1847 Andrew Downs uruchomił tam pierwszy ogród zoologiczny w północnej części Ameryki Północnej.
W maju 1912 roku spoczęły tam, na trzech cmentarzach, zwłoki wyłowionych ofiar katastrofy RMS Titanica. Jest to jednocześnie największe na świecie miejsce pochówku ofiar tej katastrofy. Pełna lista pasażerów Titanica pochowanych na cmentarzach w Halifax znajduje się na stronie Muzeum Morskiego Atlantyku w Halifaksie. 
6 grudnia 1917 w zatoce Bedford Basin nastąpiło zderzenie dwóch statków (jeden przewoził materiały wybuchowe) – w wyniku eksplozji zginęło około 1600 osób, a jeszcze więcej zostało rannych; zniszczeniu uległa północna część miasta.
14 września 1984 około 80 tysięcy osób wzięło udział w spotkaniu z papieżem Janem Pawłem II. Było to prawdopodobnie największe zgromadzenie ludzi w dotychczasowej historii miasta.

## Demografia
Według spisu powszechnego z 1996 obszar miasta (city) to: 79,22 km², a zamieszkiwało wówczas ten obszar 113 910 osób.

## Polonia
W Halifaksie w latach 1963–1973 wykładał na Saint Mary’s University nauki ekonomiczne Stanisław Swianiewicz (w 1982 otrzymał tytuł doktora honoris causa tej uczelni). Drugim Polakiem wykładającym na tym samym uniwersytecie był w latach 1962–2001 historyk Stanisław Bóbr-Tylingo.
W 1983 zawiązano w Halifaksie zespół tańca ludowego „Pomorze”.

## Edukacja
Na terenie Halifaksu działają szkoły wyższe: Dalhousie University, Saint Mary’s University, University of King’s College, Nova Scotia College of Art and Design (NSCAD University), Mount Saint Vincent University, Atlantic School of Theology i Université Sainte-Anne (kampus w Halifaksie).

## Sport
- Halifax Mooseheads – klub hokejowy[17]